# Le Plessier-Huleu
 Le Plessier-Huleu  es una población y comuna francesa, en la región de Picardía, departamento de Aisne, en el distrito de Soissons y cantón de Oulchy-le-Château.

## Demografía
| 101 | 88 | 71 | 47 | 44 | 77 |
| Para los censos de 1962 a 1999 la población legal corresponde a la población sin duplicidades (Fuente: INSEE [Consultar]) |    |    |    |    |    |